# Wilhelm av Oldenburg
Wilhelm av Oldenburg, född 3 januari 1754 i Eutin, död 2 juli 1823 i Plön, var regerande hertig av Oldenburg från 1785 till 1823. Från 1815 var han formellt storhertig, även om han aldrig använde den titeln. 
Han var son till Fredrik August I av Oldenburg och Ulrika Fredrika Vilhelmina av Hessen-Kassel och bror till Hedvig Elisabet Charlotta av Holstein-Gottorp. Wilhelm förklarades psykiskt sjuk år 1777. Han regerade aldrig i praktiken, och politiken sköttes av hans kusin Peter I av Oldenburg, som tjänstgjorde som hans ställföreträdande regent under hela hans regeringstid. 
Hans syster Hedvig Elisabet Charlotta träffade honom i oktober 1799 i Lübeck. Hon beskrev då besöket i sin dagbok: 
"Här hade vi stämt möte med min broder. Det var för mig en stor glädje att återse honom men hjärtslitande att finna honom så betryckt och i en sådan svår ställning.[...] Min kusin furst-biskopen av Lübeck kom på besök och stannade till middagen. Jag känner ej hans avsikter rörande min broder men hoppas det bästa. Denne är tyvärr icke i goda händer utan behandlas ganska illa av sin omgivning. Härvidlag kan furst-biskopen emellertid ej ingripa, enär det är ryska och danska hoven, som äga att bestämma."
I ett brev till Sofia Albertina beskrev hon mer ingående hans tillstånd: 
"Ibland synes han visserligen frånvarande och egendomlig, men ibland talar han så klokt och förståndigt som en vanlig människa och säger t.o.m riktiga kvickheter. Han har ett artigt sätt men är alldeles som ett barn, pratar om allt möjligt, fastän i allmänhet osammanhängande, och hans kloka yttranden komma som sagt blott ryckvis. Med mig var han mycket medgörlig, och jag kunde få honom till vad som helst, men hans omgivning påstår, att han kan vara rätt elak, synnerligen när han ej får sin vilja fram. Oss emellan sagt, min kära syster, så var jag missnöjd med hans omgivning, och furstebiskopen, som jag också träffade i Lübeck, var inte heller vidare belåten därmed. Ifall min bror från början rönt en annan behandling, hade han nog nu varit annorlunda. Nu är det för sent. Det återstår blott att ställa så trevligt för honom som möjligt och hoppas, att han känner sig tillfredsställd."